# 溫賽德 (內布拉斯加州)
溫賽德（英語：Winside）是位於美國內布拉斯加州韋恩縣的村。

## 人口
根據2020年美國人口普查的數據，溫賽德的面積為0.68平方千米，皆為陸地。當地共有人口381人，而人口密度為每平方千米560人。